# Sportvagns-VM 1974
Sportvagns-VM 1974 vanns av Matra.

## Delsegrare
| Bana            | Vinnare                                 | Märke      |
| --------------- | --------------------------------------- | ---------- |
| Monza           | Mario Andretti Arturo Merzario          | Alfa Romeo |
| Spa             | Jean-Pierre Jarier Jacky Ickx           | Matra      |
| Nürburgring     | Jean-Pierre Jarier Jean-Pierre Beltoise | Matra      |
| Imola           | Henri Pescarolo Gérard Larrousse        | Matra      |
| Le Mans         | Henri Pescarolo Gérard Larrousse        | Matra      |
| Zeltweg 1000 km | Henri Pescarolo Gérard Larrousse        | Matra      |
| Watkins Glen    | Jean-Pierre Jarier Jean-Pierre Beltoise | Matra      |
| Paul Ricard     | Jean-Pierre Jarier Jean-Pierre Beltoise | Matra      |
| Brands Hatch    | Jean-Pierre Jarier Jean-Pierre Beltoise | Matra      |
| Kyalami         | Jean-Pierre Jarier Jean-Pierre Beltoise | Matra      |

## Märkes-VM
| Plats | Märke      | Poäng |
| ----- | ---------- | ----- |
| 1     | Matra      | 140   |
| 2     | Mirage     | 79    |
| 3     | Porsche    | 76    |
| 4     | Alfa Romeo | 65    |
| 5     | Chevron    | 30    |